# U515 (潜水艦)
U-515はドイツ海軍がかつて運用したUボートIXC型潜水艦。6度の哨戒任務において23隻を撃沈、2隻に壊滅的な損傷（後に沈没）を与え、更に2隻に損傷を与えた。

## 艦歴
U-515は1941年5月8日にハンブルクのホヴァルツヴェルケにて起工され、1941年12月2日に進水、1942年2月21日にヴェルナー・ヘンケ中尉指揮下にて就役した。U-515は就役後第4潜水隊群に配属し、5月上旬に訓練を実施した。1942年8月31日まで第4潜水隊群に所属し、その後第10潜水隊群に加わって作戦を行った。

### 第1哨戒
U-515は1942年9月8日にシュチェチンを離れ、燃料補給のためキールに停泊した。9月11日にキールを出航し哨戒任務に就き、その間に9隻の船を沈め1隻に損傷を与えた。
U-515は10月20日に占領下のフランスにあるロリアンに戻った。 

### 第2哨戒
U-515は11月7日にロリアンを離れ、2回目の哨戒を行った。アフリカの海岸に沿って航行している間、11月11日の夜に英国の停泊船（おそらく11月11日に攻撃され12日に沈没したHMS ヘクラ）を攻撃し、その後英国の駆逐艦（おそらくHMSヴェノマウス）より爆雷を投下された。12月6日には大西洋中部にて客船SSセラミックを沈没した。U-515はアゾレス諸島を約1週間哨戒し、1943年1月5日または6日にロリアンに戻った。

### 第3哨戒
軽微な修理が行われ、1943年2月20日にロリアンを離れて3回目の哨戒を行った。U-515は3月4日にアゾレス諸島の北西約335マイルにてイギリスの貨物船SSカリフォルニアスターを沈め、3月9日に西アフリカの海岸沖でフランスの貨物船バマコを沈めた。4月29日、Uボートは航空機カタリナに攻撃された。U-515は20mmの対空砲で応戦したが撃墜は出来ず、カタリナによる損害も受けなかった。攻撃後は再び潜航し、4月30日と5月1日の夜の12時間の間に、U-515はフリータウン半島沖の護送船団TS37を攻撃し、7隻を沈めた。 
護送船団TS37への攻撃の数日後、U-515にはU-460から燃料と魚雷が補給された。U-515は哨戒を続け、5月9日にノルウェーの貨物船コーンビルを沈めた。U-515は3回目の出撃を完了し、6月23日にロリアンに戻った。U-515はこれまでの哨戒における功績が認められ、すべての乗組員に長期休暇が与えられ、多くの乗組員が二級鉄十字章を授与された。 

### 第4哨戒
ロリアンでは大規模な修理と改装が行われ、艦橋の後部に20mm対空砲と37mm高射砲を装備した。また、4つのG7esソナー誘導方式魚雷を搭載した。U-515は8月29日にロリアンを離れ、アフリカの西海岸を哨戒した。約1週間後にアゾレス諸島の海域にて護送船団を発見、攻撃を開始したが、護衛艦に探知され、爆雷を受けた。損傷を負ったU-515は修理のために基地に戻ることを余儀なくされ、9月12日にロリアンに帰港した。

### 第5哨戒
修理には6週間かかり、10月下旬に完了した。1943年11月1日、U-515はロリアンを出発し、サン＝ナゼールに立ち寄って2つのG7es魚雷を換装した。 U-515は11月9日にサン＝ナゼールを出港し、アゾレス諸島とポルトガル沿岸の哨戒を開始した。U-515は11月18日の朝に護送船団を発見するが、航空機に捕捉される。潜水するも駆逐艦によって探知され、3隻の駆逐艦による爆雷を受け大きな被害を被った。メインバラストと予備オイルタンクが破裂し、いくつかのバッテリー、電子機器、及び前方水上翼モーターも損傷した。U-515は爆雷を受けながらも護衛の1隻であるHMSチャンティクリアを雷撃し、修理不可能な損傷を与えた。さらに爆雷は続き、U-515が浮上できた頃には酸素切れ寸前であった。甚大な被害にもかかわらず、乗組員は海上で修理を行うことを決定し、11月22日に完了した。U-515はアフリカの西海岸を哨戒し、12月17日にイギリスの貨物船キングスウッドを撃沈し、2日には別のイギリス貨物船フェムスを沈めた。更に12月24日にイギリスの貨物船MVドゥマナを沈め、1944年1月16日にロリアンに帰港した。 

### 第6哨戒

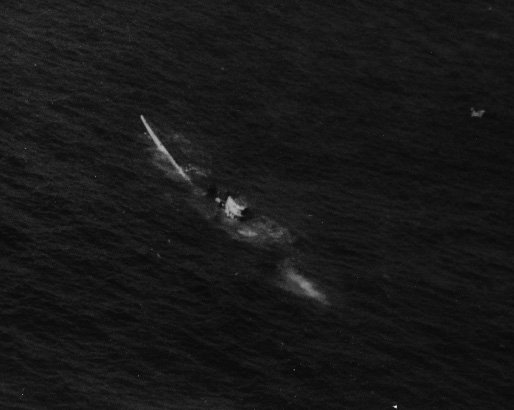
沈むU-515

U-515は、新しいバッテリーの取り付けなど、大規模な修理が行われた。修理は3月下旬までに完了し、30日にロリアンを出航した。1944年4月8日、U-515は艦載機を発見し、潜水した。1時間後に浮上すると、別の航空機に攻撃されるが、爆撃は命中しなかった。
4月9日、U-515はマデイラ諸島の北で、駆逐艦ポープ（USS Pope, DE-134）、ピルスベリー（USS Pillsbury, DE-133）、シャトレイン（USS Chatelain, DE-149）、フラハーティ（USS Flaherty, DE-135）に攻撃された。浸水と深度制御の喪失によりUボートは海上に追いやられ、TBFアベンジャー及びF4Fワイルドキャットのロケット弾及び銃撃によって沈められた。
U-515の乗組員のうち16名が死亡したが、44名は生き延びた。生存者は駆逐艦に捕らえられ、後に空母ガダルカナルに移送された。U-515の指揮官であるヴェルナー・ヘンケは生存者の1人であった。1944年6月の後半、捕虜として拘束されている間、バージニア州フォートハントにあるアメリカ軍諜報施設（P・O・Box 1142）から逃走を図り射殺された。

## ウルフパック
U-515は4つのウルフパックに参加した。
- ウェストウォール（1942年11月8日 - 12月16日）
- Unverzagt（1943年3月12 - 19日）
- Seeräuber（1943年3月25 - 30日）
- Schill 1（1943年11月16 - 22日）

## 戦果一覧
| 日付           | 船名/艦名              | 国籍/所属    | トン数 | 結果 | 備考 |
| 1942年9月12日  | スタンバックメルボルン | パナマ       | 10,013 | 沈没 | |
| 1942年9月12日  | ウーンスドレヒト       | オランダ     | 4,668  | 全損 | |
| 1942年9月13日  | ニンバ                 | パナマ       | 1,854  | 沈没 | |
| 1942年9月13日  | オーシャンヴァンガード | イギリス     | 7,174  | 沈没 | |
| 1942年9月14日  | ハーボロー             | イギリス     | 5,415  | 沈没 | |
| 1942年9月15日  | ソルホルト             | ノルウェー   | 4,801  | 沈没 | |
| 1942年9月17日  | メイ                   | アメリカ     | 5,607  | 沈没 | |
| 1942年9月20日  | リードプール           | イギリス     | 4,838  | 沈没 | |
| 1942年9月23日  | アンティノウス         | アメリカ     | 6,034  | 損傷 | |
| 1942年9月23日  | リンドヴァンゲン       | ノルウェー   | 2,412  | 沈没 | |
| 1942年11月12日 | HMSヘクラ              | イギリス海軍 | 10,850 | 沈没 | |
| 1942年11月12日 | HMSマーン              | イギリス     | 1,920  | 損傷 | |
| 1942年12月7日  | セラミック             | オランダ     | 18,713 | 沈没 | 1913年竣工。ショウ・サヴィル＆アルビオン社の客船で、沈没当時は軍隊輸送船としてイギリスからオーストラリアに向かう途上であった。乗員乗船者656名中生存者1名。 |
| 1943年3月4日   | カリフォルニアスター   | イギリス     | 8,300  | 沈没 | |
| 1943年3月9日   | バマコ                 | オランダ     | 2,397  | 沈没 | |
| 1943年3月30日  | Bandar Shahpour        | イギリス     | 5,236  | 沈没 | |
| 1943年3月30日  | コラベラ               | イギリス     | 5,682  | 沈没 | |
| 1943年3月30日  | コタタジャンディ       | オランダ     | 7,295  | 沈没 | |
| 1943年3月30日  | ナギナ                 | イギリス     | 6,551  | 沈没 | |
| 1943年5月1日   | シティオブシンガポール | イギリス     | 6,555  | 沈没 | |
| 1943年5月1日   | クランマクファーソン   | イギリス     | 6,940  | 沈没 | |
| 1943年5月1日   | モカンボ               | ベルギー     | 4,966  | 沈没 | |
| 1943年5月9日   | コルヌヴィル           | ノルウェー   | 4,554  | 沈没 | |
| 1943年5月18日  | HMSチャンティクリア    | イギリス海軍 | 1,350  | 全損 | |
| 1943年12月17日 | キングスウッド         | イギリス     | 5,080  | 沈没 | |
| 1943年12月20日 | ペーミオス             | イギリス     | 7,406  | 沈没 | |
| 1943年12月24日 | デュマーナ             | イギリス     | 8,427  | 沈没 | |